# Баженов, Павел Иванович
Баженов Павел Иванович (4 марта 1923, с. Разъезжее, Минусинский уезд, Енисейская губерния, ныне в составе Ермаковского района Красноярского края — 29 сентября 2009, Москва) — советский военачальник, генерал-полковник (3.11.1983).

## Биография
Родился в  семье  служащего, горного инженера, будущего профессора Томского политехнического института и геолога с мировым именем И.К. Баженова. Русский. Окончил среднюю школу в Томске с золотой медалью в 1940 году. Окончил  первый курс геологического факультета Томского политехнического института. Во время учёбы участвовал как практикант в геологической экспедиции в Кузнецкий Алатау.
В Красной Армии с 1941 г. В 1942 году окончил Тульское оружейно-техническое училище имени Тульского пролетариата. С 1942 года – участник Великой Отечественной войны, командовал взводом в отдельной морской стрелковой бригаде на Ленинградском фронте, затем — начальник  артиллерийского снабжения 185-го стрелкового полка 224-й стрелковой дивизии 59-й армии Ленинградского фронта. Участвовал в битве за Ленинград, в Выборгской наступательной операции и в высадке десантов на острова Выборгского залива (за этот десант награждён своим первым орденом). 
В сентябре 1944 года был отозван с фронта и направлен на учёбу. В 1949 году окончил инженерно-танковый факультет Военной академии бронетанковых и механизированных войск имени И.В. Сталина с  золотой  медалью.
Служил заместителем командира танкового батальона, заместителем командира танкового полка, заместителем командира танковой дивизии, заместителем командующего танковой армии, заместителем командующего войсками Дальневосточного военного округа по вооружению, заместителем Главнокомандующего Группы советских войск в Германии по вооружению. Несколько лет служил в управлении заказов Министерства обороны СССР. Имел большое влияние при принятии решений о разработке и принятии на вооружении новой бронетанковой техники. Активный участник создания и испытаний БМП-1. Был военным  советником президента Египта. Неоднократно выезжал к командировку в Афганистан в период Афганской войны, а также в зоны боевых действий в Сирии и Эфиопии, принимал участие в организации действий танковых войск и изучал опыт их боевого применения.
Последняя должность — заместитель главнокомандующего Сухопутными войсками по вооружению — начальник  вооружения Сухопутных войск. Около 1990 года вышел в отставку.
Жил в Москве. Похоронен на Николо-Архангельском кладбище.

## Награды
- Орден Отечественной войны 1 степени (11.03.1985)
- Орден Трудового Красного Знамени
- два ордена Красной Звезды (первый - 11.08.1944)
- Орден «За службу Родине в Вооружённых Силах СССР» 2-й и 3-й степеней
- Медаль Жукова
- Медаль «За воинскую доблесть. В ознаменование 100-летия со дня рождения В.И. Ленина»
- Медаль  «За  оборону  Ленинграда»
- Медаль «За победу над Германией в Великой Отечественной войне 1941—1945 гг.»
- Юбилейная медаль «Двадцать лет Победы в Великой Отечественной войне 1941—1945 гг.»
- Юбилейная медаль «Тридцать лет Победы в Великой Отечественной войне 1941—1945 гг.»
- Юбилейная медаль «Сорок лет Победы в Великой Отечественной войне 1941—1945 гг.».
- Медаль «За оборону Ленинграда»
- Медаль «Ветеран Вооружённых Сил СССР»
- Медаль «За укрепление боевого содружества»
- Юбилейная медаль «30 лет Советской Армии и Флота».
- Юбилейная медаль «40 лет Вооружённых Сил СССР».
- Юбилейная медаль «50 лет Вооружённых Сил СССР».
- Юбилейная медаль «60 лет Вооружённых Сил СССР».
- Юбилейная медаль «70 лет Вооружённых Сил СССР».
- Медаль «В память 250-летия Ленинграда»
- Медаль «За безупречную службу» 1-й степени
- Государственная премия СССР (1979)
- Орден «9 сентября 1944 года» с мечами 3-й степени (Болгария, 22.01.1985)
- Медаль «30 лет освобождения Чехословакии Советской Армией» (ЧССР, 29.08.1974)
- Медаль «За укрепление дружбы по оружию» II степени (ЧССР, 30.04.1980)
- Медаль «30 лет Победы над милитаристской Японией» (Монголия, 8.01.1976)
- Медаль «60 лет Вооружённым силам МНР» (Монголия, 29.12.1981)
- Медаль «30-я годовщина Революционных Вооруженных сил Кубы» (Куба, 24.11.1986)
- Медаль «Братство по оружию» в золоте (ГДР, 1.03.1983)
- Медаль «Военная доблесть» (Румыния, 31.05.1985)